# 盧魯阿科
盧魯阿科是哥倫比亞的城鎮，位於該國北部，由大西洋省負責管轄，距離首府巴蘭基亞67公里，面積246平方公里，海拔高度31米，2005年人口22,878。

## 外部連結
- （西班牙文） Gobernacion del Atlantico - Luruaco
- （西班牙文） Luruaco official website

10°37′N 75°09′W / 10.617°N 75.150°W